# Cascina
Cascina ist eine Gemeinde in der Provinz Pisa in der italienischen Region Toskana mit 44.800 Einwohnern (Stand 31. Dezember 2023). Die Aussprache ist [ˈkaʃʃina].

## Geografie

Lage von Cascina in der Provinz Pisa

Die Gemeinde ist einer der größten Vororte von Pisa und erstreckt sich über ca. 79 km². Sie liegt ca. 60 km westlich der Regionalhauptstadt Florenz, 13 km südöstlich von Pisa (Provinzhauptstadt) und etwa 20 km vom Mittelmeer entfernt. Der Ort liegt am Arno (13 km) und in der klimatischen Einordnung italienischer Gemeinden in der Zone D, 1 853 GG.
Zu den Ortsteilen gehören Arnaccio, Casciavola, Laiano, Latignano, Marciana, Montione, Musigliano, Navacchio, Pettori, Ripoli, San Benedetto, San Casciano, San Frediano a Settimo, San Giorgio a Bibbiano, San Lorenzo a Pagnatico, San Lorenzo alle Corti, San Prospero, San Sisto al Pino, Santo Stefano a Macerata, Titignano, Visignano und Zambra.
Die Nachbargemeinden sind Calcinaia, Casciana Terme Lari, Collesalvetti (LI), Crespina Lorenzana, Pisa, Pontedera, San Giuliano Terme und Vicopisano.

## Geschichte
Erstmals erwähnt wird der Ort im 8. Jahrhundert in Dokumenten des Bischofs von Pisa. Ein Pergament vom 26. Juni 750 erwähnt die Kirche Santa Maria di Cassina. Am 29. Juli 1364 fand in der Nähe der Stadt die Schlacht von Cascina zwischen den Truppen Pisas und Florenz’ statt, die mit einem Sieg der Florentiner endete. Die Pisaner hatten 1000 Tote und 2000 Gefangene zu verzeichnen. Cascina selbst verblieb zunächst im Einflussbereich von Pisa. Die Regierung aus Pisa verstärkte die Stadtmauern 1385 mit 14 Wehrtürmen. Zu Florenz kam der Ort erstmals 1407, blieb dann aber fast das ganze 15. Jahrhundert unter der Regierung von Pisa. Nach der Schlacht vom 26. Juni 1499 gehörte der Ort dann zur Republik von Florenz. 1504 wurde Michelangelo Buonarotti beauftragt, für den Saal der Fünfhundert im Palazzo Vecchio in Florenz ein Wandgemälde mit Szenen aus der Schlacht anzufertigen. Michelangelo kam jedoch nicht über die Anfertigung einiger Skizzen hinaus, bevor er sich nach Rom begab. Einige der Skizzen sind noch heute (2011) im Besitz der Grafen von Leicester in Holkham Hall in Norfolk in England. 

## Sehenswürdigkeiten

### Im Hauptort
- Pieve di San Giovanni e Santa Maria Assunta, Pieve im Ortskern aus dem frühen 9. Jahrhundert.
- Oratorio di Santa Croce, 17. Jahrhundert, rechtsseitig der Pieve San Giovanni e Santa Maria. Wird heute von der Compagnia della Misericordia genutzt.[6]
- Torre dell’Orologio, auch Torre Civica genannt. Uhr- und Glockenturm an der westlichen Stadtmauer.
- Oratorio di San Giovanni Battista, auch dei Cavalieri genannt, entstand durch die Cavalieri di Rodi (Cavalieri di Malta) am Ende des 14. Jahrhunderts.[5]
- Santuario della Madonna dell’Acqua, kurz östlich des Ortskern am Fluss Arno, entstand zwischen 1614 und 1619 durch Iacopo Maruscelli.[6]

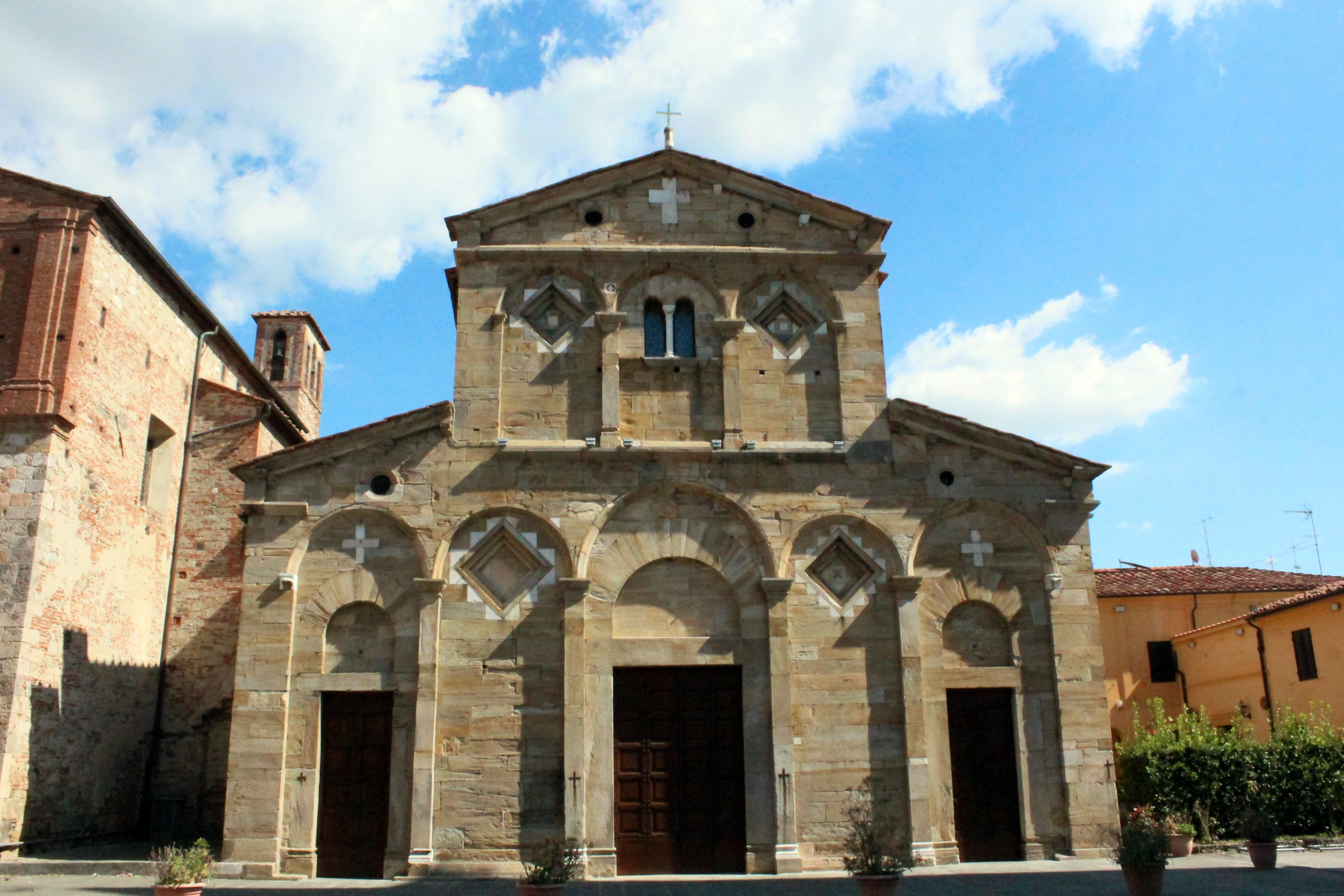
Die Kirche San Giovanni e Santa Maria Assunta
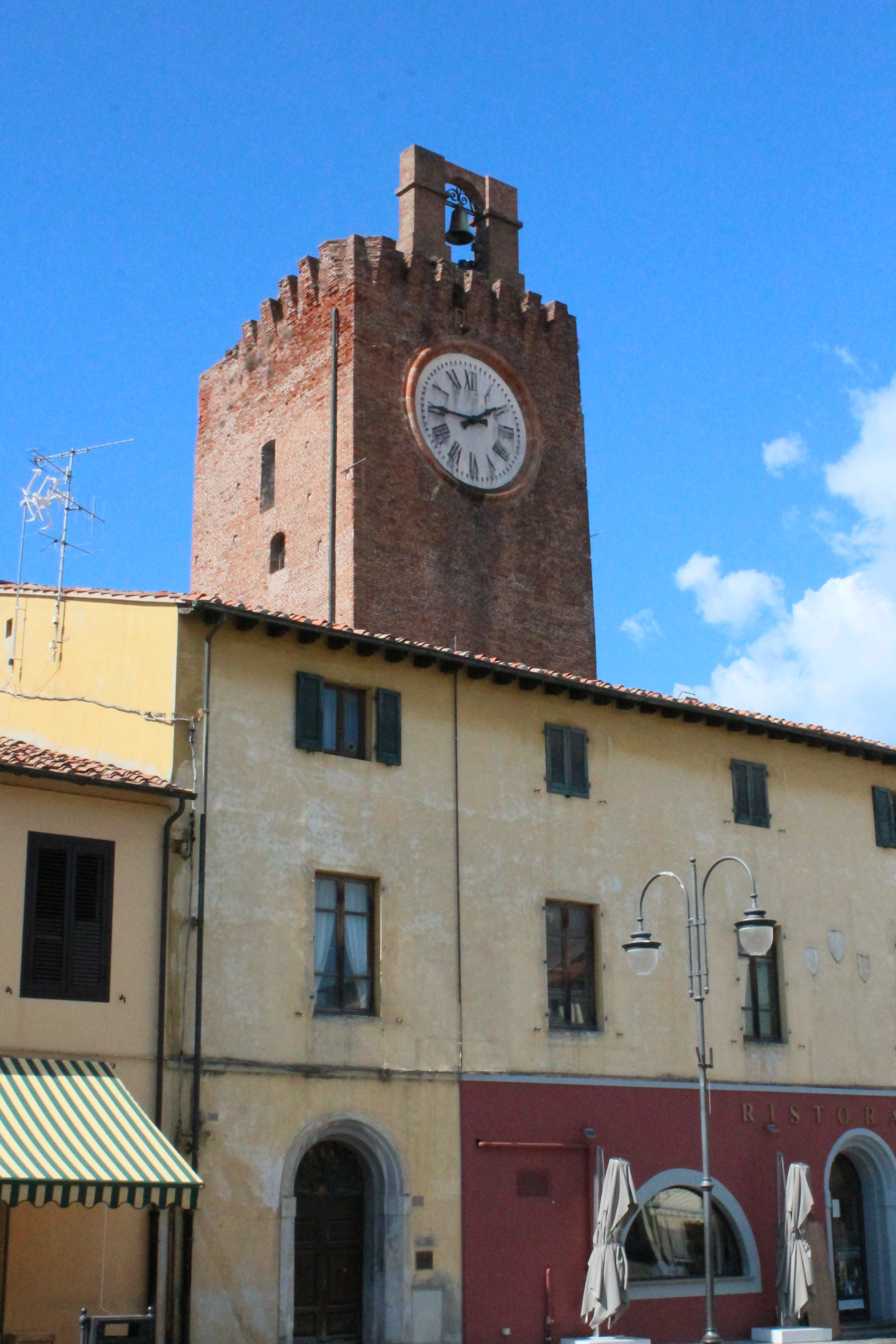
Der Torre Civica (auch Torre dell’Orologio)
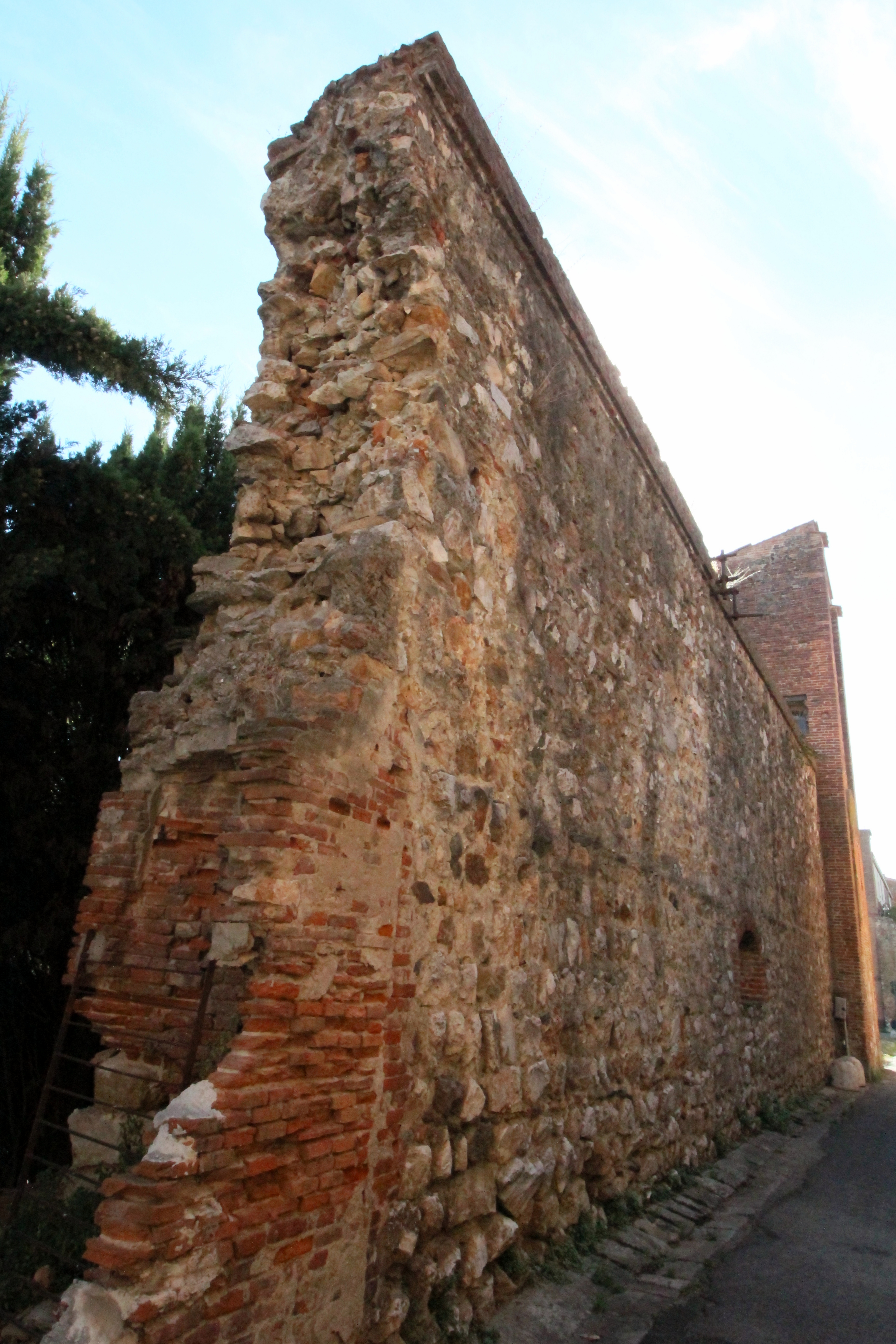
Die Stadtmauern
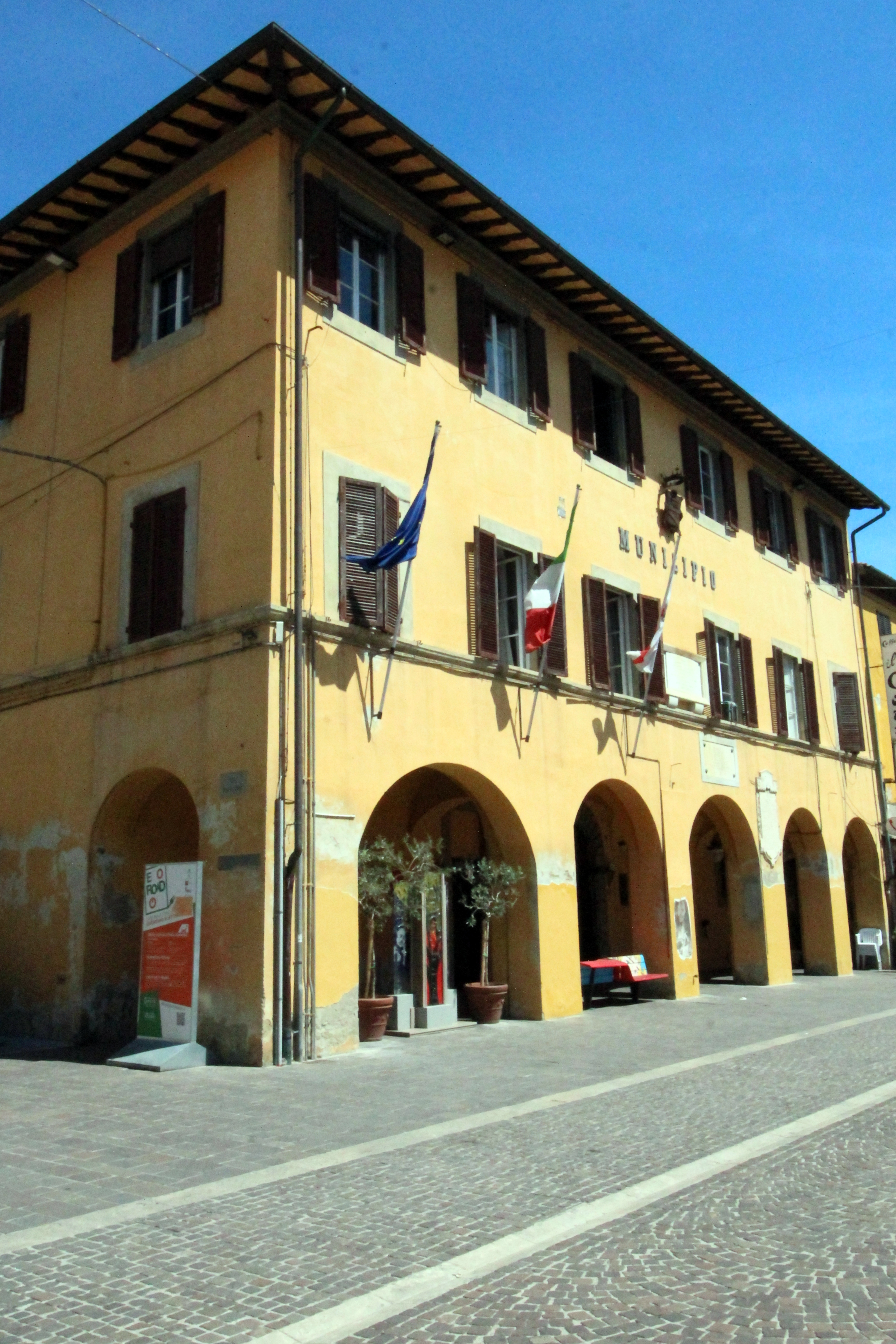
Das Rathaus
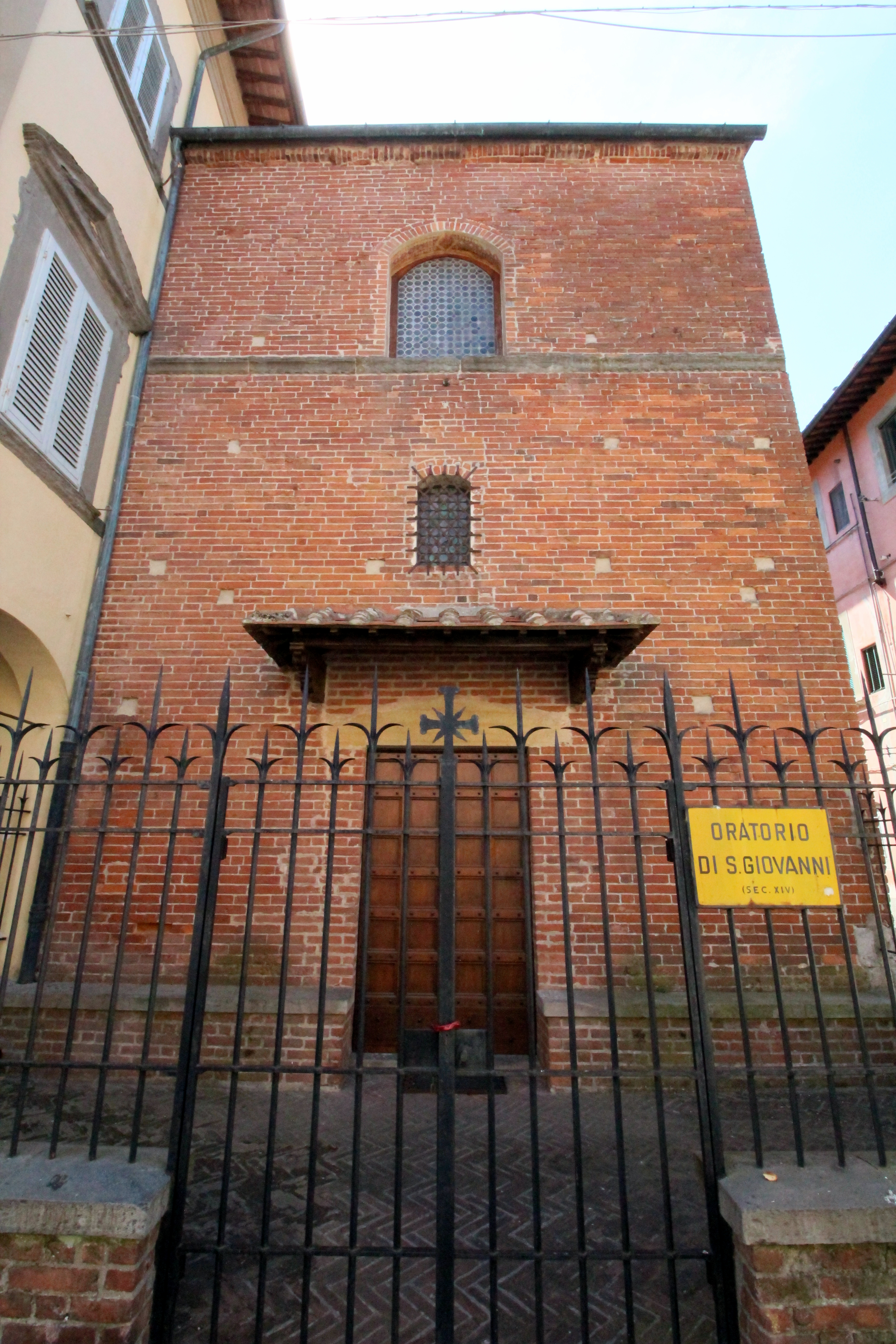
Oratorio di San Giovanni Battista
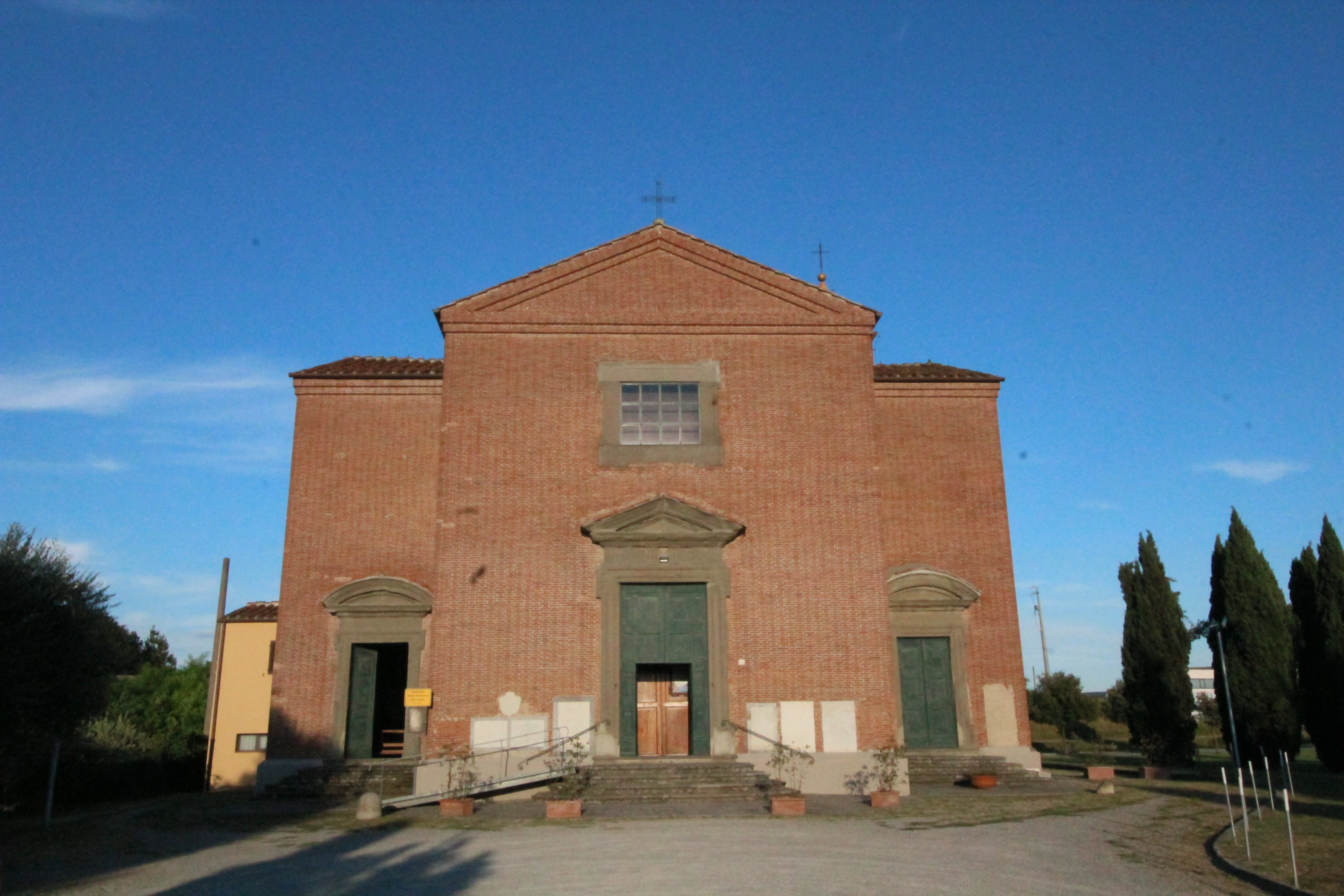
Das Santuario Madonna dell’Acqua

### In den Ortsteilen
- Santi Andrea e Lucia, Kirche im Ortsteil Ripoli, mittelalterliche Kirche, die 1725 neu gestaltet wurde. Enthält von Barnaba da Modena das Werk Madonna col Bambino tra Angeli e i Santi Bartolomeo, Andrea, Pietro e Agostino, um 1360 entstanden.[7]
- Sacro Cuore di Gesù, Kirche im Ortsteil Latignano. Wurde 1903 geweiht.[8]
- San Benedetto a Settimo (auch Madonna del Piano, 861 entstanden[9]), Kirche in San Benedetto, die im 9. Jahrhundert entstanden ist.[6]
- San Donato, Kirche im Ortsteil Montione.[10]
- San Frediano a Settimo, Kirche im gleichnamigen Ortsteil, wurde erstmals 1178 erwähnt. Das Weihwasserbecken stammt aus dem 1610. Im 18. Jahrhundert wurden der Chor (1763) und die Kuppel (1786) hinzugefügt, der neue Hochaltar wurde 1844 geweiht.[11]

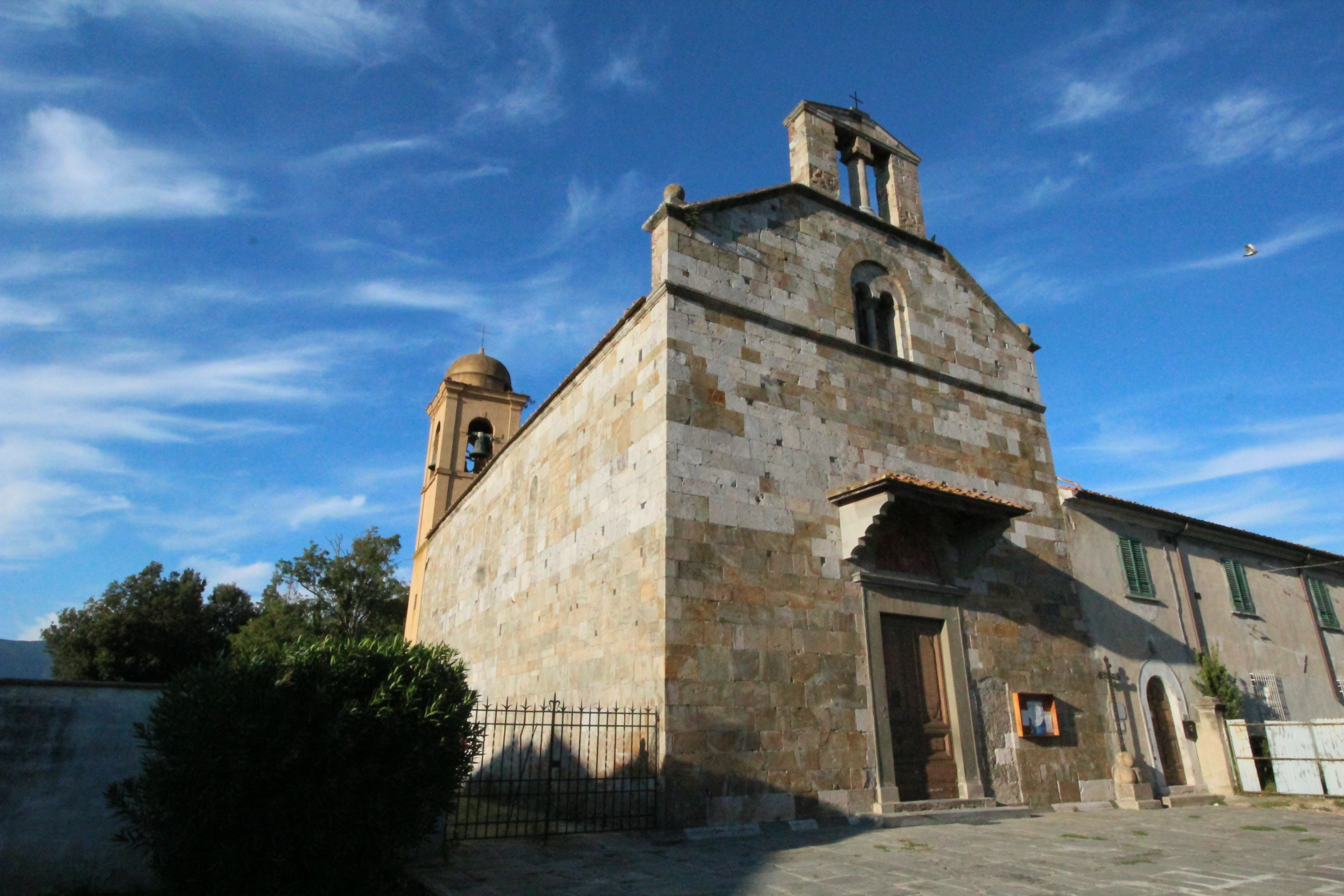
San Giorgio a Bibbiano

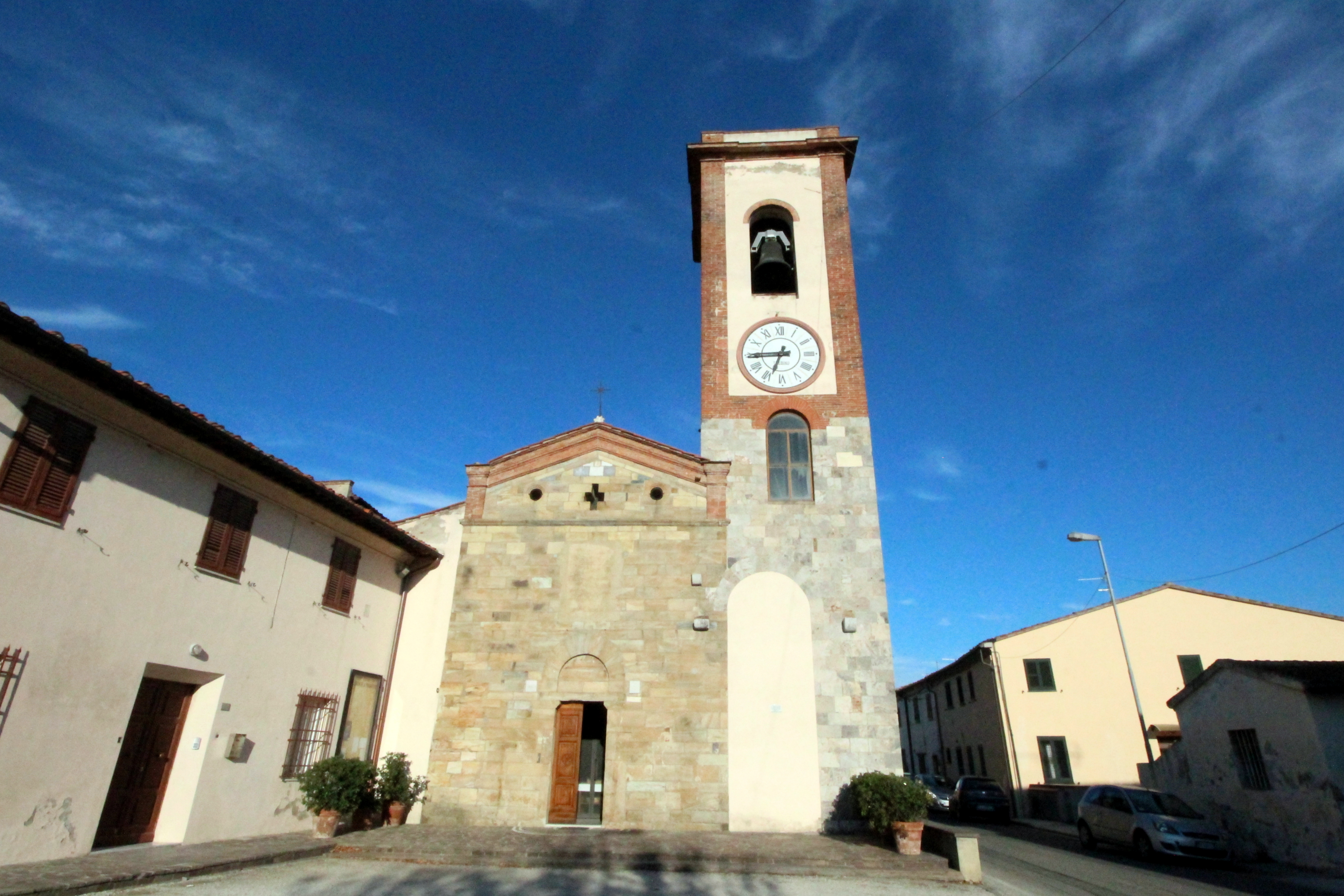
San Lorenzo a Pagnatico

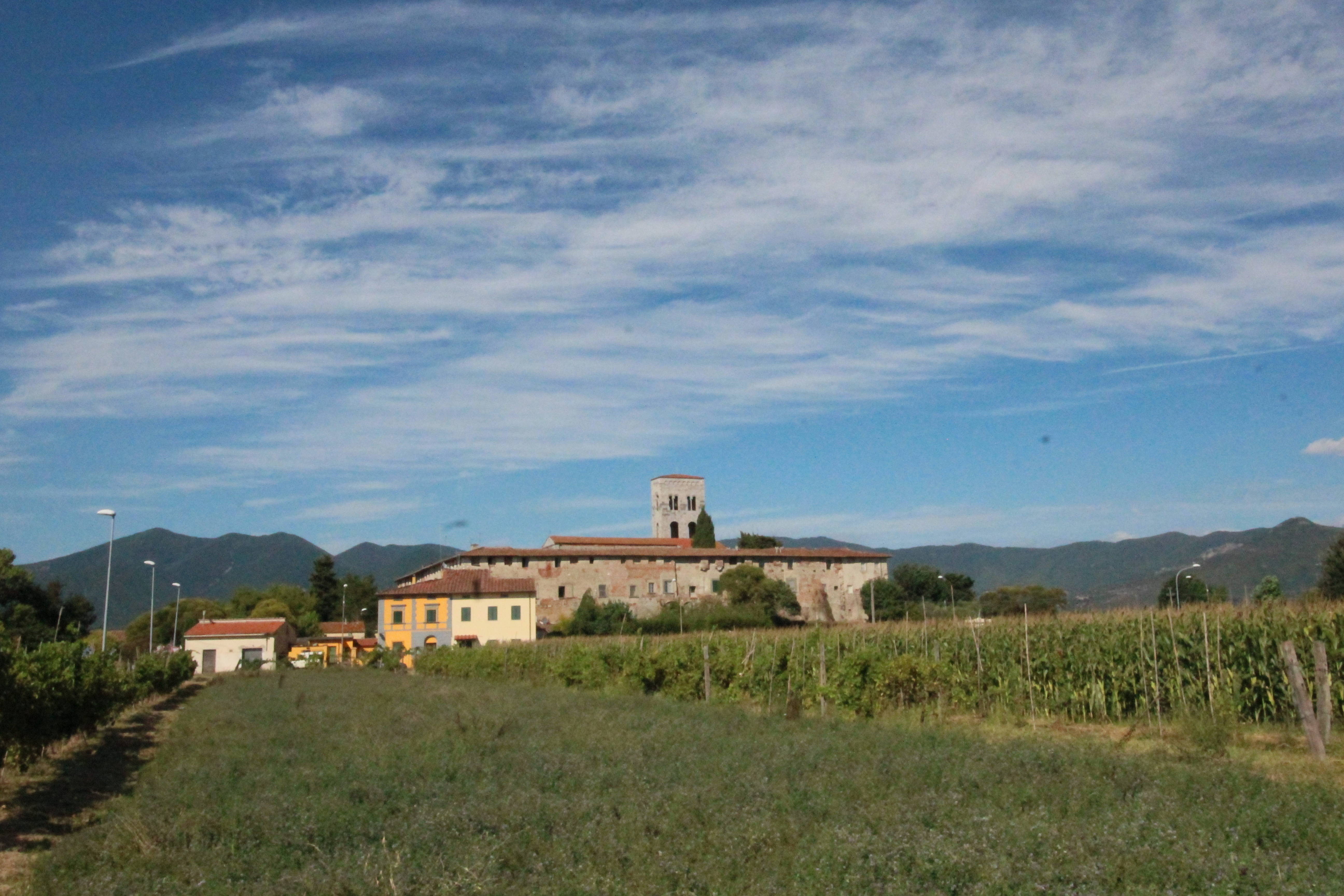
Die Abtei San Savino in Montione

- San Giorgio a Bibbiano, Kirche im gleichnamigen Ortsteil, erstmals 1217 erwähnt.[12]
- Sant’Ilario, Kirche im Ortsteil Titignano, 1873 entstanden.[13]
- Santi Ippolito e Cassiano, Pieve im Ortsteil San Casciano, die erstmals 970 erwähnt wurde.[5]
- San Jacopo, Kirche im Ortsteil Navacchio, ab dem 13. Jahrhundert auf Karten verzeichnet.[14]
- San Jacopo, Kirche im Ortsteil Zambra, die bis 1168 San Torpè geweiht war.[15]
- San Lorenzo a Pagnatico, Kirche aus dem 12. Jahrhundert im gleichnamigen Ortsteil.[16]
- San Lorenzo alle Corti, Pieve im gleichnamigen Ortsteil, 11. Jahrhundert.[17]
- Santa Maria, Kirche im Ortsteil Zambra, 17. Jahrhundert.[18]
- San Martino, Kirche im Ortsteil Musigliano, 1130 geweiht.
- San Michele Arcangelo, Kirche im Ortsteil Casciavola.[19]
- San Michele Arcangelo, Kirche im Ortsteil Marciana, 1119 erwähnt.[20]
- San Miniato in Marcianella, Kirche im Ortsteil Marcianella, entstand im frühen 11. Jahrhundert.[6]
- Santi Pietro e Giusto, Kirche im Ortsteil Visignano. Die heutige Kirche entstand 1796.[21]
- Santi Pietro e Paolo, Kirche im Ortsteil Latignano, 13. Jahrhundert.[22]
- San Prospero, auch San Prospero e Santa Caterina d’Alessandria, Kirche im Ortsteil San Prospero. Wurde ab 1770 durch die Familie Di Lupo Parra verändert, die heutige Fassade stammt aus dem Jahr 1828. Enthält die Fresken Miracoli di San Prospero, San Prospero in gloria und Evangelisti insieme alla Madonna del Rosario (alle 19. Jahrhundert).[23]
- Badia di San Savino, Abtei aus dem frühen 12. Jahrhundert im Ortsteil Montione. Entstand wahrscheinlich schon durch die Langobarden und gelangte im 12. Jahrhundert an die Kamaldulenser.[6]
- San Sisto, Kirche im Ortsteil San Sisto al Pino.[24]
- Santo Stefano, Kirche im Ortsteil Santo Stefano a Macerata, Località Chiesanuova. Wurde 1826 geweiht.[25]
- Santo Stefano, Kirche im Ortsteil Pettori, die erstmals um 1275 erwähnt wurde.[26]

## Wirtschaft
Ein wichtiger Erwerbszweig ist der Tourismus. Die Hotels der Stadt Pisa sind in der Sommersaison fast immer komplett ausgebucht, deshalb finden viele Touristen in Cascina Hotels und Unterkünfte.

## Verkehr
- Es gibt öffentliche Verkehrsmittel (Busse), und eine gelbe Autobahn von Florenz nach Pisa und Livorno (Strada di grande comunicazione Firenze-Pisa-Livorno, Anschlussstelle Cascina)
- Der Ort besitzt drei Haltepunkte an der Bahnstrecke Florenz-Pisa (Ferrovia Leopolda). Diese sind Cascina, San Frediano a Settimo und Navacchio.

## Städtepartnerschaften
Mit den Städten Bruntál in Tschechien, Sebnitz in Sachsen und Montabaur in Rheinland-Pfalz besteht eine Partnerschaft.